# 恵那市立吉田小学校
恵那市立吉田小学校（えなしりつ　よしだしょうがっこう）は、かつて岐阜県恵那市に存在した公立小学校。
校区は明智町大田、明智町吉良見、明智町大泉、明智町阿妻であり、旧・恵那郡吉田村の小学校であった。

## 沿革
（沿革節の主要な出典は公式サイト）
- 1873年（明治6年） - 恵那郡吉良見村に鴻鱗学校が開校。吉良見村、阿妻村、田良子村、大栗村、上田村、大船村、小泉村、猿爪村、大川村、水上村などが校区。
- 1874年（明治7年） - 大川村と水上村に鴻鱗学校の支校が設置される。
- 1875年（明治8年） - 大川村と水上村の鴻鱗学校の支校が合併し、撰鱗学校[注釈 1]となり、鴻鱗学校から独立。また、この頃には各村独自に学校の建設の動きがあり、猿爪村[注釈 2]、大田村[注釈 3]、阿妻村[注釈 4]にも学校が出来る。
- 1882年（明治15年） - 大泉村に大泉小学校が開校。
- 1886年（明治19年） - 鴻鱗学校が吉良見簡易科小学校、大田学校が大田簡易科小学校、阿妻学校が阿妻簡易科小学校、大泉小学校が大泉簡易科小学校に、それぞれ改称する。
- 1891年（明治25年） - 吉良見簡易科小学校が吉良見尋常小学校、大田簡易科小学校が大田尋常小学校、阿妻簡易科小学校が阿妻尋常小学校、大泉簡易科小学校が大泉尋常小学校に、それぞれ改称する。
- 1897年（明治30年）4月1日 - 阿妻村、大田村、吉良見村、大泉村が合併し、吉田村が発足。
- 1898年（明治31年） - 吉良見尋常小学校、阿妻尋常小学校、大田尋常小学校、大泉尋常小学校が合併し、吉田尋常小学校となる。校舎は旧・吉良見尋常小学校を使用する。
- 1901年（明治34年） - 吉田尋常高等小学校に改称する。
- 1902年（明治35年） - 阿妻分教場を設置。
- 1908年（明治41年） - 新築移転[注釈 5]
- 1941年（昭和16年） - 吉田国民学校に改称する。
- 1947年（昭和22年） - 吉田村立吉田小学校に改称する。
- 1952年（昭和27年） - 吉田村が陶町吉田村組合立陶中学校[注釈 6]から離脱。吉田村立吉田中学校が開校。吉田村立吉田小学校に併設し、あわせて吉田村立吉田小中学校とも称する。
- 1955年（昭和30年）10月5日 - 吉田村が恵那郡明智町に編入される。同時に明智町立吉田小学校に改称する。
- 1958年（昭和33年） - 阿妻分校を廃止。
- 1972年（昭和47年） - 中学校の統合により、吉田中学校は廃校。単独校の明智町立吉田小学校となる。吉田小学校校舎内に明智町立明智中学校吉田分教室を設置。
- 1974年（昭和49年） - 明智中学校吉田分教室を廃止。
- 1979年（昭和54年） - 明智町吉良見560番地1に新築（鉄筋コンクリート造3階建）移転。
- 1983年（昭和58年） - 体育館が完成。
- 2004年（平成16年）10月25日 - 恵那市、岩村町、山岡町、明智町、上矢作町、串原村が合併、恵那市が発足。同時に恵那市立吉田小学校に改称する。
- 2014年（平成26年）
  - 3月15日 - 閉校式。
  - 3月31日 - 明智小学校に統合され、廃校。

## その他
- 校舎は譲渡または貸与が検討された[2]。建物は改修され、2021年（令和3年）に障害者福祉事業所及び老人ホーム・デイサービスセンターを備えた複合施設となっている[3]。